# 榮進女神
榮進女神（日語：エーシンヴァーゴウ），是日本純種競賽馬匹。生涯活躍於短途賽事，曾於2011年勝出夏季短途錦標及人馬錦標，令其成為當年的夏季短途系列賽冠軍。

## 出賽前
2007年3月19日出生於北海道浦河町榮進牧場，所有權直接歸於牧場母公司榮進堂旗下。
其後交由栗東訓練中心練馬師小崎憲訓練。

## 競賽生涯

### 2歲
2009年11月7日出戰京都競馬場2歲新馬戰，然而未能適應泥地賽事節奏下於直路節節墮退，最終以第七落敗。
1星期後隨即以連鬥的姿態出戰2歲未勝利戰，一直保持於第二的位置下最最後彎道逐步透出，於直路開始加速上前，最終以鼻位壓贏追趕的對手取得首勝。

### 3歲
2010年主要之條件戰鬥戰作為主軸，於三場3歲500萬獎金以下條件戰分別取得兩亞一季後，終於在第四場賽事中取得冠軍。
然而在2星期後的阪神夢想高級賽中選擇領放下，在直路大幅失速落敗。
休養過後在秋季繼續向着條件戰進發，雖然在兩場3歲以上1000萬以下條件戰中取得一冠一亞，但在年名屋屋頭的中山冬季大獎賽中再度以第十一大敗。

### 4歲
2011年經歷年初的休整後，於4月出戰祈願錦標，一直保持在先頭第二的位置下在彎道處迫近領放馬，最終在直路上成功超越對手取得勝利。
5月出戰新潟競馬場草地1000米公開賽光芒錦標，於出閘後隨即搶前推進，在末段仍然可以維持不俗的走勢，繼續發揮末腳速度下阻止其他對手的追擊，以1/2馬位優勢勝出。
其後繼續出戰同場同程的三級賽夏季短途錦標，有別於上仗，其於本次比賽選擇於馬群中團位置推進等待時機，在中後段前方對手逐漸散開下才衝出衝刺，最終轟出全長最快末腳速度下超越所有對手，以三連勝的姿態取得首個分級賽冠軍。
1個月後以北九州紀念作為目標，比賽途中保持在第三左右的位置推進，雖然於通過彎道進入直路超越前方領放的對手，但未能最大程度維持走勢下被東海奧秘及榮進快足超越，以第三的戰績完賽。
進入秋季後，其以人馬錦標作為起動戰，比賽途中瞬間衝出下，選擇跟隨領放馬飛鷹雄風前進，並在第三、四彎道處開始進發。進入直路後，其取代內欄的飛鷹雄風成為領先的賽駒，最終在不斷堅守位置下力退追擊的天久及衝鋒駿驥取得第二個分級賽冠軍，同時於分數上壓贏真機伶取得夏季短途系列賽優勝。

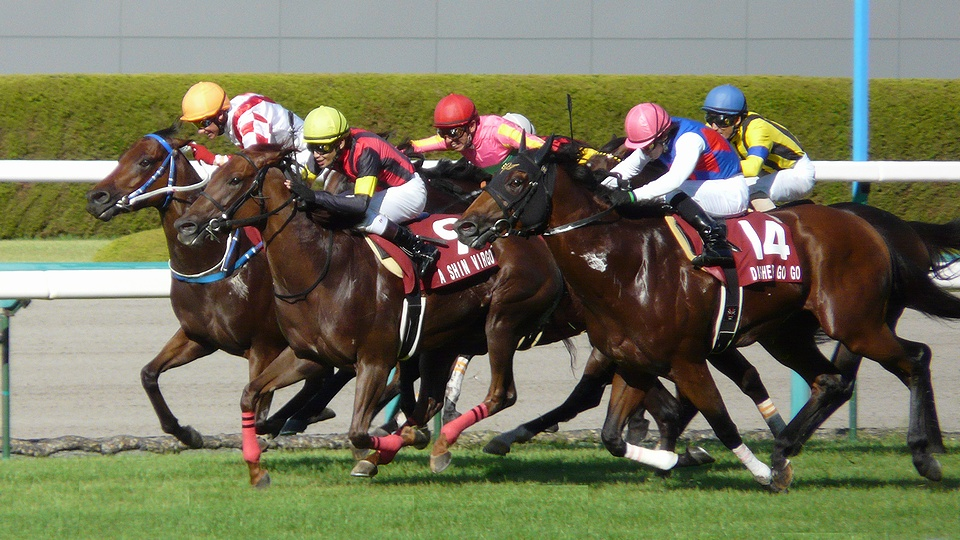
出戰的人馬錦標的榮進女神（左二黃帽）

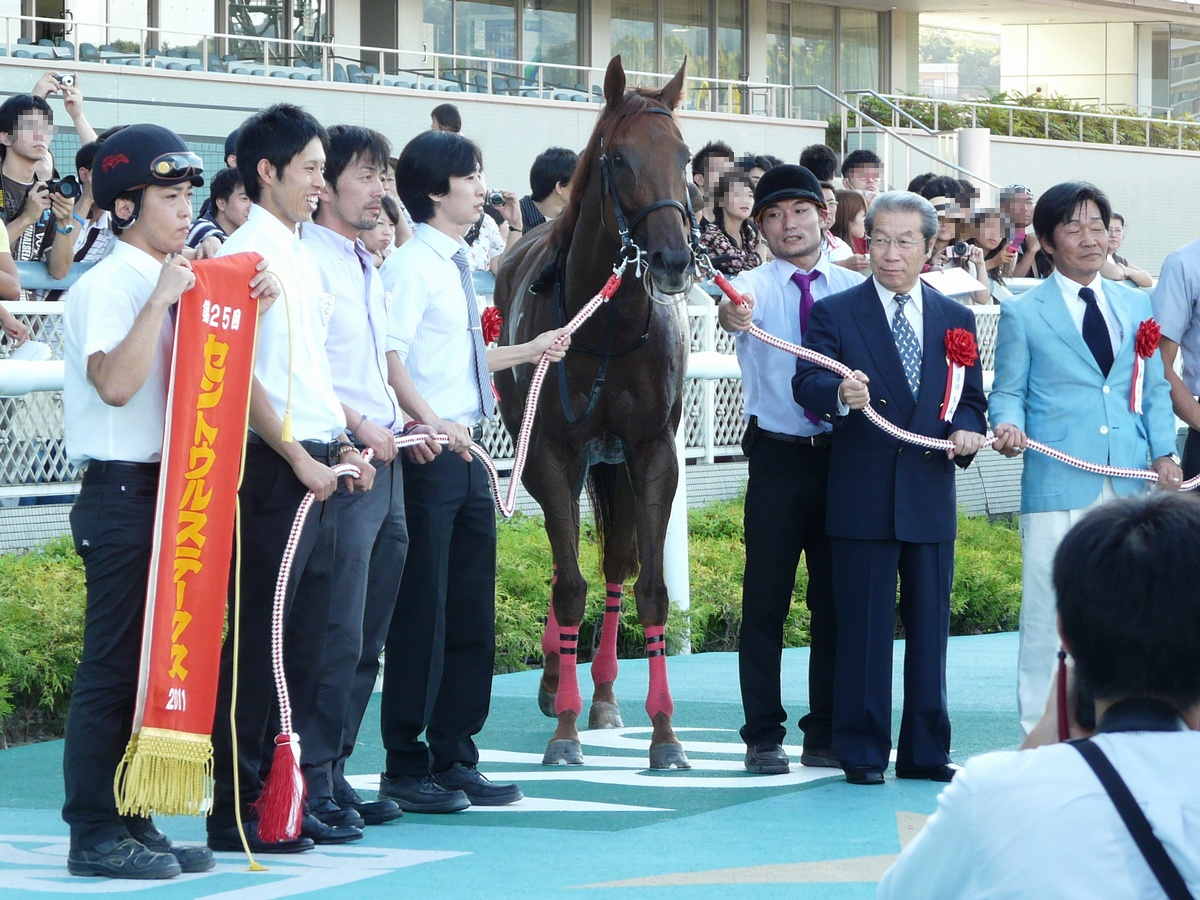
人馬錦標頒獎儀式

1個月後按照計劃出戰短途馬錦標，由於其為初出一級賽，因而在賽前僅為第七人氣的半冷門。比賽開始後，繼續採用先行戰術保持在約莫第四左右的位置，並於比賽途中處於遮擋狀態等待時機。進入直路後，其以不俗的姿態展開加速迫近前方對手，雖然最終被真機伶超越以及未能追上三人共舞，但仍然可以阻止天久及火箭人的攻勢，守住一席第三。

### 5歲
2012年年初繼續於短途戰線中打拼，然而未能維持上年度下半年的優秀表現，於絲路錦標受到頂磅影響以第十五大敗後，在海洋錦標亦因為失速僅跑獲第十。
3月31日，其按照事前的安排遠征阿聯酋出戰阿喬斯短途錦標，然而繼續未能在末段維持自身的速度，最終以第十的戰績落敗。
回國稍為休養後，其於7月復出出戰夏季短途錦標尋求連霸，可惜維持在先頭集團下一直未能趕過三人共舞及榮進德民，最終跑獲第三。
1個月後再度出戰北九州紀念，然而於直路上未能加速上前，最終以第八落敗。
入秋後其仍然未能找回原本的表現，於人馬錦標中以第六落敗後，出戰的短途馬錦標及京阪盃亦分別獲得第七及第十的戰績。
完成京阪盃後，陣營認為其狀態經已下滑，因而安排其退役。

### 詳細賽績
| 日期       | 舉辦國家 | 馬場 | 距離   | 級別 | 賽事名稱              | 負重 | 騎師     | 馬號 | 出馬 | 名次 | 時間     | 頭馬（二馬）      |
| ---------- | -------- | ---- | ------ | ---- | --------------------- | ---- | -------- | ---- | ---- | ---- | -------- | ----------------- |
| 7/11/2009  | 日本     | 京都 | 泥1200 |      | 2歲新馬               | 54   | 李慕華   | 16   | 16   | 7    | 1:26.6   | Tagano Diva       |
| 14/11/2009 | 日本     | 京都 | 草1200 |      | 2歲未勝利             | 54   | 李慕華   | 8    | 13   | 1    | 1:10.8   | （Pegasus Hills） |
| 13/3/2010  | 日本     | 阪神 | 草1200 |      | 3歲500萬獎金以下      | 54   | 福永祐一 | 9    | 12   | 3    | 1:10.4   | Early Days        |
| 11/4/2010  | 日本     | 阪神 | 草1200 |      | 3歲500萬獎金以下      | 54   | 福永祐一 | 5    | 13   | 2    | 1:08.8   | 春雷              |
| 1/5/2010   | 日本     | 京都 | 草1200 |      | 3歲500萬獎金以下      | 54   | 岩田康誠 | 6    | 15   | 2    | 1:08.1   | Bakushin Point    |
| 13/6/2010  | 日本     | 京都 | 草1200 |      | 3歲500萬獎金以下      | 54   | 岩田康誠 | 11   | 18   | 1    | 1:08.1   | （Oculus）        |
| 27/6/2010  | 日本     | 阪神 | 草1200 |      | 阪神夢想高級賽        | 52   | 岩田康誠 | 4    | 16   | 13   | 1:10.9   | Agnes Natural     |
| 11/7/2010  | 日本     | 京都 | 草1200 |      | 3歲以上1000萬獎金以下 | 54   | 福永祐一 | 14   | 14   | 2    | 1:08.9   | Alluring Life     |
| 28/11/2010 | 日本     | 京都 | 草1200 |      | 3歲以上1000萬獎金以下 | 54   | 福永祐一 | 10   | 14   | 1    | 1:08.6   | （Meisho Loulan） |
| 19/12/2010 | 日本     | 中山 | 草1200 |      | 中山冬季高級賽        | 54   | 杜滿萊   | 16   | 16   | 11   | 1:08.9   | 興隆酒吧          |
| 3/4/2011   | 日本     | 小倉 | 草1200 |      | 祈願錦標              | 55   | 鮫島良太 | 13   | 16   | 1    | 1:07.7   | （Danon Brian）   |
| 29/5/2011  | 日本     | 新潟 | 草1000 | OP   | 光芒錦標              | 54   | 田邊裕信 | 12   | 12   | 1    | 0:55.0   | （Strong Point）  |
| 17/7/2011  | 日本     | 新潟 | 草1000 | GIII | 夏季短途錦標          | 54   | 福永祐一 | 3    | 15   | 1    | 0:53.8   | （Abe Dutch Man） |
| 14/8/2011  | 日本     | 小倉 | 草1200 | GIII | 北九州紀念            | 55.5 | 田邊裕信 | 6    | 16   | 3    | 1:07.3   | 東海奧秘          |
| 1/9/2011   | 日本     | 阪神 | 草1200 | GII  | 人馬錦標              | 55   | 田邊裕信 | 9    | 15   | 1    | 1:08.5   | （天久）          |
| 2/10/2011  | 日本     | 中山 | 草1200 | GI   | 短途馬錦標            | 55   | 福永祐一 | 14   | 15   | 3    | 1:07.7   | 真機伶            |
| 28/1/2012  | 日本     | 京都 | 草1200 | GIII | 絲路錦標              | 56.5 | 田邊裕信 | 3    | 16   | 15   | 1:09.8   | 龍王              |
| 3/3/2012   | 日本     | 中山 | 草1200 | GIII | 海洋錦標              | 55   | 田邊裕信 | 10   | 16   | 10   | 1:09.9   | 一卡美鑽          |
| 31/3/2012  | 阿聯酋   | 美丹 | 草1000 | GI   | 阿喬斯短途錦標        | 55   | 福永祐一 | 4    | 15   | 12   | 記錄缺失 | 繡球花            |
| 22/7/2012  | 日本     | 新潟 | 草1000 | GIII | 夏季短途錦標          | 55   | 田邊裕信 | 4    | 18   | 3    | 0:54.5   | 三人共舞          |
| 19/8/2012  | 日本     | 小倉 | 草1200 | GIII | 北九州記念            | 56   | 佐藤哲三 | 15   | 18   | 8    | 1:07.3   | 杉野奮進          |
| 9/9/2012   | 日本     | 阪神 | 草1200 | GII  | 人馬錦標              | 55   | 佐藤哲三 | 10   | 16   | 6    | 1:07.6   | 辛辣風味          |
| 30/9/2012  | 日本     | 中山 | 草1200 | GI   | 短途馬錦標            | 55   | 內田博幸 | 6    | 16   | 7    | 1:07.2   | 龍王              |
| 24/11/2012 | 日本     | 京都 | 草1200 | GIII | 京阪盃                | 55   | 福永祐一 | 10   | 18   | 10   | 1:08.9   | 白山明月          |

## 退役後
退役後，榮進女神成為了配種馬，於北海道浦河町榮進牧場休養，在2013年進行配種。首匹子嗣A Shin Uluru在2014年出生，可於2016年出賽。

### 詳細繁殖資料
| 數目     | 馬名           | 出生年 | 性別 | 父系     | 練馬師                                                                       | 馬主               | 戰績                        |
| -------- | -------------- | ------ | ---- | -------- | ---------------------------------------------------------------------------- | ------------------ | --------------------------- |
| 首匹     | A Shin Uluru   | 2014   | 雌   | 大震撼   | 門別・田中淳司 →姬路・坂本和也                                               | 平井克彥           | 10戰0冠0亞2季（退役・繁殖） |
| 第二匹   | Nanyo Hiver    | 2015   | 雌   | 勞動力   | 美浦・田中剛 →船橋・山田信大                                                 | 中村德也 →山田力夫 | 11戰0冠0亞1季（退役）       |
| 第三匹   | Ryuya          | 2016   | 雄   | 龍王     | 船橋・佐藤賢二 →船橋・川島正一 →船橋・岡林光浩 →川崎・酒井忍 →水澤・及川良春 | 日經住販 →欠畑圭一 | 25戰9冠4亞1季（退役）       |
|          | （受胎失敗）   |        |      | 榮進神駒 |                                                                              |                    |                             |
| 第四匹   | A Shin Vega    | 2018   | 雌   | 榮進之光 | 門別・安田廣                                                                 | 平井克彥           | （未出賽）                  |
| 第五匹   | A Shin Flieger | 2019   | 雄   | 神威啟示 | 栗東・小崎憲 →姬路・渡瀨寬彰 →高知・宮川浩一                                 | 榮進堂 →笠原久夫   | 4戰0冠0亞0季（退役）        |
|          | （受胎失敗）   |        |      | 鐵杵成針 |                                                                              |                    |                             |
| 彎刀赤駿 | （受胎失敗）   |        |      |          |                                                                              |                    |                             |
|          | （受胎失敗）   |        |      | 神威啟示 |                                                                              |                    |                             |
| 氣概凜然 | （受胎失敗）   |        |      |          |                                                                              |                    |                             |
| 希望之城 | （受胎失敗）   |        |      |          |                                                                              |                    |                             |
| 榮進巔峰 | （受胎失敗）   |        |      |          |                                                                              |                    |                             |
| 第六匹   | A Shin Carrots | 2022   | 雄   | 小林歷奇 | 栗東・小崎憲                                                                 | 平井淑郎           | 4戰0冠0亞0季（現役）        |
|          | （受胎失敗）   |        |      | 統治地位 |                                                                              |                    |                             |
| 實際影響 | （受胎失敗）   |        |      |          |                                                                              |                    |                             |
| 第七匹   | 榮進女神2024   | 2024   | 雌   | 一路通   |                                                                              |                    |                             |

## 血統簡介
父系飛霸爲愛爾蘭生產的意大利及英國賽駒，生涯戰績彪炳，曾勝出日本盃、伊斯巴翰錦標、日蝕大賽、英國國際錦標、女皇伊利沙伯二世錦標及香港盃等六項一級賽，退役後亦有優秀的配種成績。祖父神話王為美國賽駒，生涯僅出戰一場賽事，但於血統上極其優秀，爲美國著名種馬鞍匠井之全兄，退役後被輸出至歐洲並成爲當地優秀種馬之一。
母系Kansas Girl為美國生產的日本賽駒，生涯戰績不佳僅得兩勝。外祖父雷電峽谷為美國賽駒，生涯戰績優秀，曾勝出佛羅里達打吡、肯塔基打吡、貝蒙錦標及卓華斯錦標。

### 血統表
| 父線：北地舞人系（Nearctic系）      |                                    |                 |               |
| 種馬 飛霸 1998年（棗色）            | 神話王 1982年（棗色）              | 北地舞人        | Nearctic      |
| 種馬 飛霸 1998年（棗色）            | 神話王 1982年（棗色）              | 北地舞人        | Naltama       |
| 種馬 飛霸 1998年（棗色）            | 神話王 1982年（棗色）              | Fairy Bridge    | Bold Reason   |
| 種馬 飛霸 1998年（棗色）            | 神話王 1982年（棗色）              | Fairy Bridge    | Special       |
| 種馬 飛霸 1998年（棗色）            | Gift of the Night 1990年（深棗色） | Slewpy          | 西雅圖迴旋    |
| 種馬 飛霸 1998年（棗色）            | Gift of the Night 1990年（深棗色） | Slewpy          | Rare Bouquet  |
| 種馬 飛霸 1998年（棗色）            | Gift of the Night 1990年（深棗色） | Little Nana     | Lithiot       |
| 種馬 飛霸 1998年（棗色）            | Gift of the Night 1990年（深棗色） | Little Nana     | Nenana Road   |
| 繁殖雌馬 Kansas Girl 1998年（栗色） | 雷電峽谷 1992年（栗色）            | 雷谷            | 淘金者        |
| 繁殖雌馬 Kansas Girl 1998年（栗色） | 雷電峽谷 1992年（栗色）            | 雷谷            | Jameela       |
| 繁殖雌馬 Kansas Girl 1998年（栗色） | 雷電峽谷 1992年（栗色）            | Line of Thunder | 雷鳥          |
| 繁殖雌馬 Kansas Girl 1998年（栗色） | 雷電峽谷 1992年（栗色）            | Line of Thunder | Shoot a Line  |
| 繁殖雌馬 Kansas Girl 1998年（栗色） | Speak Straight 1987年（棗色）      | In Reality      | Intentionally |
| 繁殖雌馬 Kansas Girl 1998年（栗色） | Speak Straight 1987年（棗色）      | In Reality      | My Dear Girl  |
| 繁殖雌馬 Kansas Girl 1998年（栗色） | Speak Straight 1987年（棗色）      | Narrator Type   | Shecky Greene |
| 繁殖雌馬 Kansas Girl 1998年（栗色） | Speak Straight 1987年（棗色）      | Narrator Type   | Appey         |
| 雌系：號族                          |                                    |                 |               |
| 五代內近親交配：北地舞人 3×5        |                                    |                 |               |

## 命名由來
名字中，A Shin（エイシン）為馬主平井宏承、榮進堂之冠名，出自公司名字，Virgo（ヴァーゴウ）則為室女座，香港以此星座為希臘神話中大地女神狄蜜特化身之緣由，採用「女神」作為翻譯。

## 外部連結
- 榮進女神 netkeiba.com （页面存档备份，存于）
- 血統表 （页面存档备份，存于）